# Dragoslavec Breg
Dragoslavec Breg (mađarski Újhegy) je jedno od dvanaest naselja u općini Gornji Mihaljevec, koja se nalazi petnaestak kilometara sjeverozapadno od  Čakovca, središta  Međimurske županije.

## Zemljopis
Dragoslavec Breg se nalazi petnaestak kilometara sjeverozapadno od  Čakovca i graniči s naseljima Dragoslavec Selo, Dragoslavec, Vukanovec i Gornji Mihaljevec, od kojih je jedino Dragoslavec dio druge općine i to Sveti Juraj na Bregu.

## Povijest
Prema podacima iz Muzeja Međimurja naselje Dragoslavec Breg prvi se put spominje 1718. kao Dragoslavecz i jedno od naselja IV. Briježnog kotara. U 18. stoljeću vinograde na Dragoslavec Bregu imale su brojne plemićke obitelji (Czindery, Fallusy, Vinković). Ovo naselje karakterizira različitost njegova imena kroz povijest, koja je vezana uz povijesne prilike i različite gospodare koji su se smjenjivali u gospodarenju Međimurjem.  Sve do 1842. godine za ovo se naselje koristi ime Dragoslavecz. Od 1856. godine selo je nosilo ime Dragoslavec mons.

## Stanovništvo
Prema popisu iz 2001. Dragoslavec Breg je imao 144 stanovnika. 
Prema popisu iz 2011. godine, broj se smanjio na 130.
| broj stanovnika | 156   | 150   |       |       | 205   | 207   | 230   | 216   | 273   | 264   | 228   | 213   | 175   | 158   | 144   | 129   | 116   |
|                 | 1857. | 1869. | 1880. | 1890. | 1900. | 1910. | 1921. | 1931. | 1948. | 1953. | 1961. | 1971. | 1981. | 1991. | 2001. | 2011. | 2021. |

## Šport
U Dragoslavec Bregu djeluje Udruga sportske rekreacije "Sport za sve" Dragoslavec Breg.

## Vanjske poveznice
- Službena stranica Općine Gornji Mihaljevec
- Državni zavod za statistiku - Općina Gornji Mihaljevec  Arhivirana inačica izvorne stranice od 16. studenoga 2011. (Wayback Machine)